# Дуань Юй (стрибун у воду)
Дуань Юй (нар. 14 серпня 2005) — китайський стрибун у воду, чемпіон світу.